# Kirman
|  | Per a altres significats, vegeu «Kirman (desambiguació)». |

Kirman (persa: کرمان, Kerman) fou una regió històrica del centre de l'Iran a Pèrsia, originada en l'antiga satrapia de Carmània esmentada per Estrabó, Claudi Ptolemeu i Ammià Marcel·lí entre altres i que derivaria del nom de Carmana, una població i capital regional.

## Geografia històrica
Carmània fou el nom d'una satrapia dels imperis persa i selèucida, a la part nord del golf Pèrsic. És l'actual Kerman o Kirman, i potser la Yutiva de la inscripció de Bisutun. Es coneix només un sàtrapa, esmentat a una inscripció: Karkish.
Limitava al nord amb Pàrtia i Ariana, a l'est amb Drangiana i Gedròsia, a l'oest amb Persis, i al sud amb el golf Pèrsic. Estava formada per Kirman i Luristan, amb capital probablement a la que després fou la ciutat de Kirman i llavors Carmana. El límit oriental era probablement el llac Hamun i les terres pantanoses a l'oest del Sistan.
Les seves muntanyes principals eren els monts Semiramidis (possiblement el Djebal Shemil actual). Els rius principals eren l'Anamis (actual Ibrahim Rud), el Corios (avui Shur Rud) i el Bagrada (avui Nabend).
Claudi Ptolemeu assenyala les comarques del país que no són esmentades per cap altra autor: la Rudiana o Agdinitis, la Cabedene, la Perapafitis, i la Modomastite.
Els habitants es deien carmanis (grec Karmanoi, llatí Carmanii) i estaven dividits en diferents grups els noms dels quals esmenta també Ptolemeu. Eren semblants als medes en costums i vestits.
Les ciutats que s'esmenten com a part de la satrapia són poques: Ptolemeu només esmenta Harmuza, que sembla un nom persa, i Tarsiana a la costa, a més de la capital Carmana. Arrià inclou Sidodone a la costa i Ora, Cefanta, Throasca (Oroasca), Sabis, Alexandreia i Carmana a l'interior.
Les illes de la costa es deien Organa, Cataca, Aphrodisias, i Ooracta o Ooractha Carmana o Carminna, sobre les quals es coneix poc més que el nom.
Produïa moresc i vi. A les muntanyes hi havia mines de plata, coure i cinabri (i una mica d'or a algun riu). I havia molts rucs però pocs cavalls.
La regió històrica correspon a la moderna província de Kerman. Limita al nord amb Yedz i Gran Khorasan, a l'est amb Sistan i Makran, al sud el Makran i Fars i a l'oest amb Fars. Els límits han variat poc amb els segles. Vers el 900 Ibn Rusta diu que estava dividida en cinc kures: Bardsir, Sirdjan, Narmashir (a 50 km a l'est de Bam), Djiruft i Hurmuz (Ormuz). Altres ciutats eren: Manudjan (a mig camí entre Djiruft i Hormuz) i Zarand (a uns 50 km al nord-oest de Kerman). El 1068 al-Mukadasi dona també cinc kures, les mateixes excepte Ormuz que no apareix i al seu lloc hi ha Bam. Més tard es va dividir en districtes (15 al segle xiii) i posteriorment el nombre de districtes va variar sovint.

## Història

### Imperi Sassànida
La regió formà part dels imperis aquemènida, macedoni, selèucida, part i sassànida. Va caure en mans dels àrabs musulmans a la meitat del segle VII. La primera incursió fou la de Rabi ibn Ziyad el 638, enviat pel governador de Bàssora i Orient Abu Musa al-Ashari que va ocupar Sirdjan i va fer pacte amb els habitants de Bam. Quasi al mateix temps el governador de Bahrayn (Aràbia Oriental) Uthman ibn Abi l-As al-Thakafi que va matar el marzban (governador sassànida) de Kirman a l'illa d'Abar Kawan. El 649/650 el darrer rei sassànida va fugir d'Esfahan cap a Kirman i d'aquí a Khorasan; Abd Allah ibn Amir va enviar un exèrcit al seu darrere manat per Midjashi ibn Masud al-Sulami, que va morir a la neu a Baymand (districte de Sirdjan). Mudjashi fou nomenat no obstant governador i va dominar les principals ciutats i fins a les muntanyes dels kufs, i va derrotar el contraatac persa des de Hormuz.

### Califa Omeia
Sota els omeies la zona fou centre d'activitat kharigita. Regió de difícil accés des de qualsevol part, era el lloc ideal per refugiar-se els dissidents i per això fou refugi dels azarika (branca radical dels kharigites) el 687/688 i sota la direcció de Katari ibn al-Fudja van dominar Kirman i Fars el 693; van arribar fins a l'Iraq però derrotats van haver de tornar al Kirman on van ser exterminats el 698/699. Va romandre lloc de refugi de rebels i així Abd al-Rahman ibn Muhammad ibn al-Ashath hi va trobar temporal refugi després de la seva revolta, el 701. Yazid ibn al-Muhallab, que en vida del seu pare havia estat governador de la província, hi va nomenar un governador durant la seva revolta, però a partir del 720 els omeies hi van exercir plena autoritat, de vegades com a dependència del governador del Khorasan i de vegades sota un governador local.. El 738 un partidari d'Abd Allah ibn Musa ibn Djafar (els després abbàssides), Muharib ibn Musa, es va apoderar de Kirman; el 744 va expulsar de Fars als agents de Marwan II i va fer incursions al Kirman però fou derrotat pels homes de Marwan. El 748/749 un exèrcit omeia que va sortir de Kirman per barrar el pas als abbàssides del general Qàhtaba ibn Xabib que havien arribat a Rayy, fou derrotat prop d'Esfahan.

### Califat Abbàssida
Sota els abbàssides va tenir governadors que encara continuaven en general depenent de Khorasan. Sota Harun ar-Raixid es va estendre la revolta quan Hamza ibn Abd-Al·lah aix-Xarí va ocupar Herat (795) i va dominar Kirman i Fars on hi havia un bon nombre de kharigites que s'havien recuperat de la derrota en temps dels omeies.
Els governadors van seguir fins al califat d'al-Muhtadí (869-870). Muhammad ibn Wasil al-Tamimi es va revoltar el 864/865 i es va apoderar de Fars i Kirman; el 866 Yaqub ibn al-Layth, un senyor de la guerra que actuava per compte del califa, va prendre possessió del Kirman on els partidaris de Muhammad ibn Wasil se li van unir. Yaqub va anar a Fars el 867 i va deixar un governador a Kirman; Muhammad ibn Wasil va derrotar l'exèrcit enviat pel califa al-Mútamid (870-892) prop d'Ahwaz. Yaqub, virtualment revoltat contra el califa, va acabar dominant Fars i va marxar cap a l'Iraq, però fou derrotat a Dayr al-Akul i mort poc després (juny del 879). El seu germà Amr ibn al-Layth fou elevat per l'exèrcit com a successor; un altre germà, Ali ibn al-Layth, es va revoltar reclamant participar en el poder però fou derrotat. Amr llavors va oferir la seva submissió al califa que li va acceptar i li va retornar les províncies que abans havien governat els tahírides a Pèrsia oriental (Khorasan, Sistan i Kirman), i el Sind, a les que va afegir Fars i Esfahan i la direcció de la shurfa a Bagdad i Samarra (octubre del 879). La Tārīḵ-e Sīstān diu que també se li va donar el govern de Gurgan i Tabaristan però a canvi d'un tribut d'un milió de dirhams a l'any. El 881/882 va poder ocupar el Fars però al Khorasan havia assolit el poder Ahmad ibn Abd Allah al-Khudjistani i després de mort assassinat per un dels seus guàrdies el 882 el poder va passar a mans de Rafi ibn Hàrthama, antic general tahírida i ara cap del moviment fatimita al Khorasan (que tenia per califa a Muhammab ibn Ziyad) que el 883 va fer aliança amb els samànides de Transoxiana. Abans del 897 Amr s'havia apoderat del Khorasan. El 890 Amr va trencar altre cop amb el califat i fou privat novament dels seus governs cosa només efectiva al Fars conservant Kirman, Sistan i Khorasan. El 891 el califa va concedir el Khorasan a Rafi ben Harthama al que els samànides van ajudar a ocupar-lo. El 892, derrotat pel regent Talha al-Muwàffaq al Fars, va haver d'evacuar Kirman i es va retirar a Sistan. El 892 o 893 el nou califa al-Mu'tadid (892-902) es va reconciliar amb Amr i li va concedir el govern del Sistan (que mai havia perdut) i del Fars, Kirman i Khorasan. El 893 Amr va començar a atacar el Khorasan però no va entrar a Nixapur fins al 896; Rafi ben Harthama va fugir cap al Tabaristan governat pels zaidites. El califa va concedir a Amr el govern de Rayy i nord de Pèrsia i es creu que en aquest moment també s'havien imposat a Oman. Amr fou fet presoner dels samànides el 901 i el van entregar al califa que el va fer matar (902). El seu net Tahir (mort el 908) va governar a Kirman i Fars però a la seva mort va passar a mans de Sebük-eri o Subkari (908-912) que fou derrotat per un exèrcit del califa el 911 o 912. Va restar en mans del califat fins al 929 quan els safàrida Abu Djafar Ahmad ibn Muhammad ibn Khalaf ibn al-Layth va enviar un exèrcit a la regió que va recaptar els impostos.

### Buwàyhides
El 932 el governador abbàssida de Fars, Yakut va perdre la seva capital, Siraz, davant els buwàyhides i aprofitant aquest buit de poder, Abu Ali Muhammad ibn Ilyas, amir que s'havia revoltat contra els samànides i s'havia apoderat de Nixapur, fou expulsat d'aquesta ciutat per l'emir Nasr II ibn Ahmad, i es va dirigir a Kirman on va prendre el poder (933) mercès al fet que encara el seguien els seus soldats; en fou expulsat al cap d'uns mesos pel daylamita Maqan ibn Kaki (934) al servei dels samànides. El 935 Makan va permutar el seu govern amb el de Gurgan; el nou governador samànida de Kirman fou Abu Ali Ibrahim ibn Simdjur. El territori fou tot seguit objecte de disputa entre Ibn Ilyas, el buwàyhida Muïzz-ad-Dawla (que venia de l'oest amb el suport de Imad-ad-Dawla ara senyor al Fars) i el governador samànida designat Abu Ali Ibrahim ibn Simdjur. La lluita fou molt confusa i Abu Ali Muhammad ibn Ilyas es va haver de refugiar al Sistan on governaven els safàrides descendents de Yaqub ibn al-Layth; finalment Abu Ali Ibrahim ibn Simdjur va haver de retornar cap al Khorasan, establint-se al Kirman el poder buwàyhida, que va haver de lluitar llavors contra els ferotges muntanyesos del país, els qufs o kufečis i els balutxis (936-937). Vers 936/938, Ibn Ilyas va intentar recuperar el poder a Kirman; com que els buwàyhides es van retirar cap al Khuzestan voluntàriament, Ibn Ilyas va entrar a Kerman i es va declarar vassall de l'emir samànida de Bukharà (fou reconegut pels samànides i pel califa abbàssida el 959/960). A la seva incapacitació per una paràlisi (967) el va succeir el seu fill Ilyasa.
El 968 Kirman va passar per conquesta a Àdud-ad-Dawla: després de conquerir Oman el 967 va arribar a Bardsir (Kerman) i la va ocupar l'agost de 968. Ilyasa va fugir a Bukharà (i més tard a Coràsmia) i Kirman va restar en mans dels buwàyhides per vuitanta anys (968-1048). Àdud-ad-Dawla va nomenar com a governador al seu fill Abu l-Fawaris Shirdhil o Shirzil (conegut després com a Sharaf al-Dawla). Un intent de Sulayman ibn Ali ibn Ilyas, de recuperar el poder amb suport samànida, el 969/970 no va reeixir. Un altre intent es va produir el 974/975 dirigit per Muhammad ibn Ilyas, probablement fill d'Ilyas ibn Muhammad ibn Ilyas, o Husain (¿ibn Muhammad ibn Ilyas?) amb un grup de malcontents incloent un antic oficial samànida que es va apoderar de Bam, però fou també derrotat. A la mort d'Àdud-ad-Dawla hi va haver certa confusió. Marzuban Abu l-Kalidjar Samsam al-Dawla va governar la província (i Fars des de 989) fins al 998. A la mort sobtada del seu germà Xàraf-ad-Dawla el 6 de setembre de 989 el visir Abu-l-Qàssim Ala ibn Hasan ibn Ali va ordenar cegar al seu germà, Samsam-ad-Dawla, que estava presoner, però aquest en la confusió es va escapar, i va reunir partidaris; llavors fou cridat a Siraz pel mateix Abu-l-Qàssim Ala, que el va asseure al tron amb el suport de la mare de Samsam, Sayyida, i fou confirmat com a visir; Samsam va dominar Fars i Khuzistan (que depenia de l'Iraq). A Kirman el governador Timurtash donava suport a Bahà-ad-Dawla que s'havia proclamat amir-al-umara a l'Iraq, però Abu-l-Qàssim Ala el va fer empresonar i executar i així Samsam va dominar també Kirman (amb Oman). Els disturbis en els dominis de Samsan al-Dawla van permetre a Baha al-Dawla actuar a Fars: amb el suport del cap kurd Badr ibn Hasanwayh, va iniciar l'expedició al Fars el desembre del 998, però Samsan fou assassinat al mateix temps per un fill d'Izz al-Dawla Bakhtiar, que s'havia revoltat. Baha al-Dawla va entrar a Shiraz i va derrotar el fill rebel d'Izz al-Dawla i els seus germans, que havien assolit el poder. Es va establir a Shiraz (999) i després d'un breu retorn a Bagdad, s'hi va instal·lar defitivament i ja no va tornar a l'Iraq on els emirs menors Banu Uqayl de Mossul es van estendre cap al sud fins a al-Anbar; Baha al-Dawla només va conservar Bagdad i Wasit a l'Iraq. Vers el 1009 fou reconegut com a degà de la família per l'emir de Hamadan, Shams al-Dawla, i pel d'Esfahan i Rayy, Madjid al-Dawla. Va morir a Arradjan (entre Fars i Khuzestan) el 2 de desembre de 1012. Havia designat successor al seu fill Sultan al-Dawla, que fou reconegut a l'Iraq, Fars i Khuzestan mentre un altre fill (dels cinc que va tenir) de nom Abu l-Fawaris conegut per Kawan al-Dawla va rebre Kirman, i un tercer fill (Djalal al-Dawla) va rebre el govern de Bàssora. Un intent gaznèvida d'instal·lar un emir favorable va fracassar el 1016/1017. Abu l-Fawaris Kawan al-Dawla va governar fins al 1028 quan va morir i el territori va passar pacíficament al seu nebot de Fars i Khuzestan, Abu-Kalijar al-Marziban ibn Sultan-ad-Dawla (Marzuban Abu Kalijar Imad al-Din 1028-1048). El 1033 la regió fou ocupada pels gaznèvides però per poc temps.

### Seljúcides de Kirman
El 1040 la victòria seljúcida sobre els gaznèvides a Dandankan va obrir les portes al sud als oghuz. Des de 1041 grups oghuz van començar a baixar cap al Kirman a través de Kuhistan i Tabas; el primer atac seriós es va produir contra la capital Bardasir (Bardsir) o Kerman el 1042/1043 i fou rebutjat pel visir d'Abu Kalidjar, Muhadhdhib al-Dawla Hibat Allah al-Fasawi; aquesta incursió estaria manada per Ibrahim Inal o per Kawurd ibn Čaghri Beg Dawud. El 1047 va haver de fer aliança amb els seljúcides i va fer un acord amb Toghril Beg I segellat per dos matrimonis polítics entre la filla d'Abu Kalidjar i Tughrul d'un costat, i pel d'una neboda de Tughrul amb un segon fill d'Abu Kalidjar per l'altra. Això va establir la pau a les seves possessions occidentals, però les orientals quedaven fora de l'acord. El 1048, sentint-se amenaçat pels oghuz, es va revoltar el governador de Bardsir o Kerman, el daylamita Bahram ibn Lashkar i va entregar la ciutat a Kawurd que operava a la zona. Abu Kalidjar va sortir cap a la regió al front de les seves forces però va morir sobtadament abans d'arribar, el mes d'octubre del 1048. Només els kufs van oferir resistència als seljúcides.
Aprofitant les lluites civils a Kirman, el cap oghuz del Khorasan, Malik Dinar, que s'havia retirat al Kirman sota pressió del xa de Coràsmia, va prendre el poder. El juliol o agost de 1186 es va dirigir a Bardsir però com que no hi havia pastures va desistir, però el 1187 hi va tornar. La ciutat es va rendir l'11 de setembre de 1187. Durant dos anys va estendre el seu poder i va reduir els focus de resistència. Es va dirigir al sud va ocupar Manudjan. Un emir de nom Sabik Ali, s'havia fet independent a Bam, però es va sotmetre el 1192. Malik Dinar va morir el 1195 i el va succeir el seu fill Farrukhsiyar que en pocs mesos va dilapidar el tresor acumulat pel seu pare i va morir el 1196 després de demanar ajut al xa de Coràsmia per assentar el seu poder (ajut que no va arribar).
Els emirs estaven en desacord sobre que fer i els soldats oghuz tornaven a dedicar-se al saqueig. La situació era confosa, no manava ningú i manaven tots; els emirs fadlawàyhides Kutb al-Din Mubariz i Nizam al-Din Mahmud van derrotar finalment als oghuz el 1200 retornant després a Fars deixant un governador a Kirman. El govern shabankara fou tan dur per al poble com el dels ghuzz (ohuz); saquejos, desordres i violències. Finalment la població es va revoltar amb el suport d'un grup d'amirs i d'imams de Bardsir i va decidir entregar el poder a Bardsir Adjan Shah ibn Malik Dinar, que després d'un temps a la cort del xa de Coràsmia havia retornat a Bam i s'havia posat al front dels oghuz. Els atabegs zengites de Fars van enviar tropes manades per Imad al-Din Muhammad ibn Zaydan, nebot de Sad ibn Zengi, i van recuperar Bardsir. Durant uns anys Bardsir fou sotmesa a l'acció militar dels zengites i la contraofensiva dels oghuz. Finalment Sad ibn Zengi, al front personalment de les tropes, va poder ocupar Bardsir i derrotar els oghuz el 1209, designant un governador a Bardsir. La dominació zengita va intentar ser beneficiosa, recuperant el cultiu de terres i abaixant els impostos, però fou efímera. El 1213 un general de Coràsmia, Kiwam al-Din Muayyid al-Mulk, va obtenir Kirman en feu del xa de Coràsmia. Va rebre el títol de Malik i va sortir de Zawzan el mes de ramadà (febrer de 1213) i Djiruft i Bam se li van rendir, després va seguiir Baft i finalment Bardsir el juny de 1213. Just en aquestes dates una epidèmia de pesta assolava la regió.

### Dinastia KutlughkhànidaiIl-kanat
Després de la derrota i fugida del kharizmshah Djalal al-Din Manguberti (1221) governava Kirman Shudja al-Din Abu l-Kasim en un moment de debilitat de la dinastia i la situació era anarquica. Un amir de Coràsmia, Burak Hadjib, governador d'Esfahan, es dirigia a l'Índia a reunirse amb Djalal al-Din i va passar per Bardsir i va derrotar el governador, assetjant al fill a la ciutat. Djalal al-Din Manguberti que tornava llavors de l'Índia (1222) li va donar el govern de Kirman i el títol de Kutlugh Khan. Es creu que després Burak Hadjib va obtenir del califa el títol de sultà. Quan Ghiyath al-Din Pirshah, fill del xa de Coràsmia Ala al-Din Muhammad (germà per tant de Djalal) va anar a Kirman a fer-se càrrec del govern, Burak Hadjib, que havia estat el seu atabeg, va temportitzar, però finalment el va detenir i executar. Llavors va enviar un missatge a Ogodei en què li va oferir la submissió a canvi de seguir en el govern. Així va fundar la dinastia Kutlúghida o Kutlugkhànida. La seva filla gran Sevinč Khatun foi l'esposa de Txagatai, i altres tres filles es van casar a membres de la dinastia d'atabegs de Yedz.

### Dinastia Muzafàrida
El muzafàrida Mubariz al-Din Muhammad va heretar les funcions del seu pare com a governador de Mayhub, prop de Yadz. El 1318/1319 es va aliar al injúida de Fars, Kay Khusraw ibn Mahmud Shah, per enderrocar al darrer atabeg salghúrida de Yadz, Hadjdji Shah ibn Yusuf Shah, i en pagament d'aquest ajut a l'any següent l'Il-kan Abu Said Bahadur Khan el va reconèixer com a governador de Yedz. A la mort d'Abu Said el 1335, va rebutjar un atac injúida contra Yedz i es va aliar al amir cobànida Pir Husayn que en recompensa li va concedir el govern del Kirman (que depenia dels injúides i tenia un governador il-kànidad'origen ghúrida); Mubariz al-Din s'havia casat amb la filla de Shah Jahan ibn Suyurghatmish, el darrer governant dinàstic de Kirman, el 1339 va arrabassar el territori al seu governador Kutb al-Din ibn Nasir al-Din ibn Burhan entran a la ciutat de Kerman o Bardsir. Aquest va fer llavors aliança amb els kart d'Herat i Kutb al-Din ibn Djalal al-Din ibn Kutb al-Din la va intentar ocupar amb ajut de reforços des d'Herat, però fou rebutjat i Mubariz, que se n'havia retirat momentàniament, la va tornar a ocupar el novembre o desembre de 1340. Bam, sotmesa a un llarg setge, fou ocupada 3 o 4 anys després
L'estat il-kànida estava destruït per les discòrdies internes; el 1347 l'indjúida d'Esfahan Abu Ishak ibn Mahmud Shah va atacar Sirdjan i la va destruir però no va poder conquerir i destruir la ciutadella; una segona expedició fou rebutjada per Mubariz; les comunitats dels djurmais i dels ughanan (alguns podrien descendir d'un destacament mongol enviat al Kirman vers 1284 manats per Ughan) provocaven desordres al sud i van alterar la tranquil·litat al Kirman durant bastants anys tot i la decidida acció de Mubariz. El 1352 uns atacs indjúides foren rebutjats a Rafsindjan, i Mubariz va estendre la seva autoritat a Fars deixant al seu fill Shudja al-Din com a governador del Kirman (1353/1354; el 1356 va tornar per combatre els ughanani els djurmais; va morir el 1364 i van seguir lluites internes per la successió. El governador de Kirman, que era Pahlawan Asad, es va revoltar però es va haver de sotmetre al cap d'uns mesos de setge (març a desembre del 1374). Mort Shah Shudja el 1384, en el llit de mort va llegar el Kirman al seu fill Sultan Ahmad que va anar a governar Kirman immediatament i el 1385/1386 va fer llegir la khutba en nom de Tamerlà. Quan aquest va anar a Fars el 1387 Sultan Ahmad se li va unir i va rebre el govern del Fars i de l'Iraq (a més del de Kirman).
Les lluites entre muzafàrides van seguir fins que Tamerlà els va cridar el 1393. Imad al-Din Sultan Ahmad de Kirman i un fill de Shah Shuja (segurament Sultan Shibli) es dirigien al campament de Timur quan els van arribar les notícies d'aquests esdeveniments: van accelerar la marxa i es van presentar. Sultan Abu Ishaq ibn Uways ibn Shah Shuja, que el 1387 havia rebut Sirjan com a principat hereditari per concessió de Tamerlà, va deixar un servent anomenat Gudarz a càrrec del castell de Sirjan, i ell mateix es va dirigir a veure a Timur. Però aquest va ordenar encadenar a tots aquests prínceps. Sultan Ahmad fins i tot va signar una ordre pel seu fill Sultan Ghiyath al-Din Muhammad, que havia quedat encarregat del govern de Kirman en absència del pare, mb ordre d'entregar les claus de la ciutat a Idaku Bahadur, el cap dels Barles, designat governador del Kirman per Timur (aquesta entrega voluntaria però, no li va estalviar la sort que Timur va dictar pels prínceps muzafàrides). L'amir Osman es va cuidar de saquejar els bens de Sultan Ahmad. Només una setmana després, durant el primer terç de Rajab del 795 de l'hègira (del 13 al 22 de maig de 1393) es va fer un rescripte imperial emès al poble de Mahyar, ordenant la mort de tot el llinatge dels Muzafàrides, grans i petits, ordre duta a terme sense pietat. Yazdi dona com a data del decret imperial d'empresonament el 14 de maig del 1393 i del d'execució el 30 de maig de 1393. Gudarz va resistir a Sirjan fins al 1396, quan va rendir el castell i fou executat.

### Timúrides
Idagu o Idaku va establir la seva autoritat amb una sèrie d'operacions militars. Va anar a la província de Kigh i Makran, que va saquejar fins a la plana de Dasht Ali. Reunits amb altres contingents timúrides van atacar el regne d'Ormuz on van conquerir set fortaleses comercials. El rei d'Hormuz Muhammad Shah es va haver de refugiar a Gehrom i va demanar la pau que li fou acordada mitjançant un tribut anyal de 600.000 dinars. Ideku i el seu germà es van quedar a Jiroft per controlar qualsevol intent de revolta. Una circumstància especial fou la presentació dels comptes de la província de Kirman, per part d'Ideku Barles; en aquests comptes els secretaris del diwan havien inscrit una suma excessiva i Timur va decidir donar un cop d'ull a la situació; llavors es va presentar Buyan Agha, filla d'Hajji Barles (el oncle de Timur) que estava embarassada d'Ideku; anava acompanyada de la seva filla Agatxe Agha i entre les dues van dissuadir a Timur de fer cap investigació mitjançant un pagament i Ideku es va comprometre a pagar determinada quantitat i fou autoritzat a tornar al seu govern de Kirman on Timur ja havia enviat al seu lloc a Bayazid Barles, fill del germà d'Ideku. Bayazid fou cridat a tornar a la cort.
A la mort de Tamerlà el 1405 va reconèixer a Shah Rukh anunciant que al Kirman la khutba es feia en nom de Xah Rukh i a les monedes figurava la seva imatge (i en va enviar un parell per acreditar-ho). L'estiu del 1405 Pir Muhammad de Fars va sortir de Siraz i per la regió de Xabankara es va dirigir al Kirman per sotmetre la província. Iskandar va reunir tropes a Yadz (govern que Pir Muhammad li havia cedit) i es va unir al seu germà; va dirigir l'avantguarda i va derrotar a les tropes del Kirman que li van presentar batalla. Aleshores tot Kirman va quedar espantat, i només el governador de la ciutat de Kerman (Kirman), nakib Nakim al-Din Nimet Allah, va gosar a sortir i negociar la pau. Mentre es negociava, no obstant, tota la rodalia de Kerman fou devastada. Finalment es va signar el tractat i Ideku Barles va enviar valuosos regals a Pir Muhammad que va retornar a Siraz. També Iskandar va retornar a Yadz.
Idagu va morir l'abril del 1407 d'una greu malaltia i el va succeir el seu fill Said Sultan (o Sahib Sultan). Iskandar, al saber la mort d'Ideku Barles, va planejar apoderar-se de Kirman. Va enviar un emissari a Siraz per demanar l'ajut del seu germà Pir Muhammad, però va entrar al Kirman sense esperar la resposta i va arribar a Rafsanjani; els habitants van resistir inicialment però aviat es van rendir i foren perdonats; d'allí va passar a Kunban, el governador de la qual va fugir; a les dues fortaleses van quedar governadors fidels; va tornar aleshores a Yadz. Sahib Sultan, el fill i successor d'Ideku, havia reunit tropes i no va tardar en presentar-se a Kunban; Iskandar que estava a menys de 15 km de Yadz, va retornar i va entrar a Kunban; les forces de Sahib Sultan van aixecar el campament i se’n van anar a Kirman. Quan Iskandar va sortir altre cop cap a Yadz, les tropes de Sahib no van tardar en reocupar Rafsanjani i Kunban.
Sahib Sultan fou assassinat al cap de molt poc a instigació del seu germà Sultan Uways que el va succeir.
Abu Bakr, no podent sostenir-se a l'Azerbaidjan i l'Iraq Ajamita, va marxar cap al Kirman ara governat per Sultan Uways després de la mort del seu germà Sultan Sahib. Inicialment fou molt ben acollit però aviat la desconfiança va sorgir entre els dos homes i cadascun va fer plans per desfer-se de l'altra. En mig de l'estiu, Abu Bakr va marxar cap al Sistan.
Pir Muhammad tenia com a visir a Khoja Husayn, amb poder absolut sobre administració i finances. Després de reconciliar-se amb el seu germà Iskandar va anar al Kirman i quan havien fet algunes jornades de camí, el seu visir a la nit va entrar a la tenda i el va assassinar.
Iskandar va reunir un exèrcit i va sortir cap a Kirman (1411). Va arribar a Sirjan que va assetjar. La ciutat fou ocupada després de la destrucció de la muralla i els habitants es van refugiar a la fortalesa de la muntanya; Iskandar va deixar algunes tropes allí i va marxar cap a la ciutat de Kirman o Kerman saquejant tot al seu pas; destacaments foren enviats contra Bam, Jiruft i altres llocs; Iskandar va arribar a Kerman. Poc després els que assetjaven Sirjan es van confiar i els assetjats van fer una sortida i els van sorprendre, matant a molts i els que van poder fugir ho van fer sense gairebé res. Iskandar va castigar severament als amirs responsables. Després va enviar cap a Khabis a l'amir Burhan al-Din Abd al-Samad. Sultan Husayn Barles volia repel·lir aquest amir i va sortir de Kirman i el va enfrontar però fou derrotat. Els contingents enviats a altres llocs també van retornar triomfants. Iskandar va acampar als murs de la ciutat de Kerman i el sayyid Shams al-Din Bumi en nom de la ciutat va oferir pagar un tribut i Iskandar ho va acceptar, va fer la pau i va retornar a Siraz. A la tornada de l'exèrcit, Rustem, que s'havia apoderat d'Esfahan altre cop (després d'haver-la perdut) es va veure obligat a fugir d'Esfahan que va quedar per Iskandar.
Les devastacions de Mirza Iskandar foren considerables i es diu que no hi havia lloc ni edific al Kirman que no hagués estat víctima de la seva fúria destructora.
L'amir de Kirman, Sultan Uways, tot i que nominalment obeïa a Xah Rukh, no havia acudit a la convocatòria del emperador les dues o tres vegades que se l'havia cridat. L'emperador li va dirigir una nova carta en termes sèvers, en què li deia que si persistia en desobeir el consideraria rebel. El emissari que la va portar se’n va adonar que l'amir no tenia cap intenció d'obeir; va transmetre les excuses donades, que no eren molt bones i Xah Rukh va decidir castigar el governador. La mare i alguns servidor de l'amir que havien anat a la cort per prestar l'homenatge en nom de l'amir, foren arrestats i seguidament va sortir cap a Kirman des de Siraz on es trobava. Va arribar a Sirjan on va rebre la visita del Xaikh al-Islam Shams al-Din Bumi, nadiu de Kirman, que fou rebut amb la màxima distinció; Bumi es va comprometre a aconseguir que Sultan Uways anés a Herat però demanava prohibir els saquejos i dirigir-se al Khurasan. L'emperador va prohibir el saqueig i va cridar als contingents enviats a Jiraft i el Ghermsirat (Garmsirat) i agafant la via del desert es va dirigir a Khurasan passant pel Kuhistan. El 24 de març de 1416 tornava a Herat.
El sayyid Shams al-Din Bumi va retornar de Kirman anunciant que no havia pogut convèncer a Sultan Uways d'anar a la cort d'Herat. Xah Rukh va convocar a les tropes: els principals amirs foren Jahan Xah Barles, Hasan Sufi Tarkhan, Yadgharxah Arlat, Alikeh Kukeltaix, Firman Xaikh, Kiya Xirin i Musa; també van arribar diversos amirs de Mawara al-Nahr, l'amir Xah Kutb al-Din de Sistan, l'amir Xah Iskandar de Farah, diversos amirs de Nimruz, i alguns amirs de Fars i l'Iraq Ajamita. En total quaranta mil cavallers que van arribar a prop de la ciutat de Kerman vers el 10 de juny de 1416. Sultan Uways va sortir de la ciutat per presentar batalla però finalment va tornar a entrar a la vista de l'exèrcit al que s'enfrontava. Durant dies es van produir enfrontaments i això va durar 70 dies; els habitants de la ciutat estaven ja molt malament, sense queviures, la ciutat destruïda en part i amb molts morts, malalts i ferits. Sultan Uways va demanar negociacions en les quals bàsicament pretenia salvar la vida a canvi de sotmetre’s posteriorment. Xah Rukh va acceptar perdonar-li la vida però li va exigir l'entrega d'un ostatge que fou l'amir Xaikh Hasan. Les tropes de l'emperador es van retirar i Xah Rukh va retornar a Herat. Xaikh Hasan fou portat a Herat a finals de setembre de 1416 i va tenir el honor de baixar els peus del monarca. Es va pactar que Sultan Uways aniria a la cort i que seria tractat generosament i Xaikh Hasan va poder tornar a Kirman. Amir Ghunaxirin fou nomenat governador de Kirman (1417)
L'any 1417 Kerman va patir una fam esfereïdora. Shah Rukh va enviar llavors al sayyid Zain al-Abidin per retornar la província a la prosperitat; va restaurar l'agricultura i els béns religiosos (wakfs) i va rebaixar els impostos. Amir Ghunaxirin va seguir al govern fins a la seva mort el 1436 quan el van succeir els seus fills, principalment Hajji Muhammad
La prosperitat va durar fins a la mort de Xah Rukh (timúrida) (1447) quan altre cop el govern no fou afortunat. Així va seguir fins que el qara qoyunlu Jahan-Xah ibn Kara Yusuf va enviar el seu fill Abu l-Hasan Kasim Mirza a prendre possessió de la província; va canviar la sobirania però la situació no va millorar prou; els impostos es van apujar i es van usurpar propietats i els ingressos dels béns religiosos confiscats per pagar a l'exèrcit. A més els soldats i partidaris d'Abu l-Hasan Kasim Mirza havien de ser allotjats per la província.

### Aq Qoyunlu
A la mort de Djahan Shah (1438-1467) va retornar l'anarquia fins que els aq qoyunlu van agafar el control vers 1469. El tercer fill d'Uzun Hasan, va governar un temps el Kirman. Després de la mort d'Uzun Hasan (5/6 de gener de 1478) i del seu fill i successor Khalil (juliol del 1478) en lluita prop de Khoy contra els partidaris del seu germà Yaqub (de 14 anys), aquest va pujar al poder i va regnar dotze anys (1479-1490). El 1479 va esclatar una revolta al Kirman però fou reprimida fàcilment. Després de la mort de Yaqub el 1490 els següents prínceps van tenir poc poder i aviat només governaven una província.

### Imperi safàvida
El 1501 van començar els atacs safàvides i el 1503 Ismail Shah va dominar la província; el primer governador fou Muhammad Khan Ustadjlu. El 1509 fou envaïda pels uzbeks que van causar força danys. Del 1524 al 1592 els governadors pertanyeren a la tribu Afshar. Segons els manuals safàvides, Kirman era un dels tretze beglerbegis perses safàvides. Des de 1590 una part de la província va passar a control directe del govern central, i des de 1658 a 1694 fou tota la província. Entre 1590 i 1621 el governador fou Gandj Ali Khan que va construir diversos caravanserralls i bazars tant a Kerman com a altres llocs i poblacions.
Sota el xa Sultan Husayn I (1694-1722) la província fou repetidament atacada pels balutxis. El 1721 els habitants van demanar ajut als afganesos manats per Mahmud Khan Gilzay que hi va anar i va combatre 9 mesos abans de retornar a Kandahar on havien esclatat desordres. El 1723 va retornar però Kerman li va tancar les portes i va haver d'assetjar la ciutadella. Després de la seva conquesta va seguir cap a Esfahan. El 1726 Mirza Sayyid Ahmad que descendia de la filla gran del xa Suleiman I (1666-1694) i esposa de Mirza Dawud Marashi, es va apoderar de Kerman i va agafar el títol de xa. D'allí se'n va anar a Fars on fou derrotat i va retornar a Kirman on no va trobar suporti se'n va anar a ocupar de moment Bandar Abbas fins que fou capturat i executat pels afganesos el 1728.
El 1729 Nadir Shah va derrotar a Ashraf Khan a Esfahan i els afganesos van abandonar Kirman poc després que va reconèixer a Nadir. L'hivern de 1736-1737 Nadir Shah hi va passar per anar a Kandahar i va esquilmar tant a la gent que la fam després va durar uns set anys. Alguns disturbis al sud de Pèrsia el 1744 i al Sistan el 1746 van provocar també repercussions a la província on va esclatar una revolta menor a l'estiu del 1746 que fou ràpidament reprimida. El 1747 Nadir tornà al Kirman i altra vegada va tractar el territori a duressa. Va morir aquell mateix any i en l'anarquia que va seguir i van haver saquejos dels afganesos i dels balutxis.

### Dinastia ZandiDinastia qajar
L'anarquia va durar al Kirman fins al 1758 quan Khuda Murad Khan Zand va assolir el govern de la província en nom de Karim Khan Zand. Quan Karim va morir el 1779 el Kirman no va quedar afectat per les lluites entre zands i qadjars. El 1790, Lutf Ali Khan Zand va marxar contra Kirman que tenia un governador qadjar, el qual es va sotmetre però no va voler canviar de bàndol. Lutf Ali Khan va assetjar llavors Kerman (ciutat) però mancat de subministraments es va haver de retirar. Derrotat poc després a Siraz per Agha Muhammad Khan, va fugir a Tabas, i allí va rebre ofertes de suport del kan (cap de tribu) de Narmashir i es va apoderar de Kirman el 1793 i es va instal·lar a la ciutat de Kerman. Agha Muhammad Khan el va assetjar a la ciutat el 1794 i al cap de 4 mesos alguns defensors van obrir les portes a causa de la fam (24 d'octubre de 1794). la rendició va anar seguida d'una matança; Lutf Ali va poder fugir però fou capturat a Bam i entregat a Agha Muhammad Khan. Un homònim, Agha Muhammad Taki ibn Agha Ali, nomenat governador de Kirman, va regir la província fins a la mort del xa quadjar.
El 1803 fou nomenat Ibrahim Khan Zahir al-Dawla que el va exercir fins a la seva mort el 1824/1825 i fou el primer dels prínceps qadjars que va governar la província. En aquests anys es va restablir la seguretat i l'economia, afavorint el comerç i l'agricultura, es van arranjar els caravanserralls i va encoratjar un renaixement intel·lectual convidant a ulemes de Bahrayn, Gran Khorasan, Fars i altres llocs. També va aconseguir un èxit en una expidició al Balutxistan. A la seva mort el va succeir el seu fill Abbas Kuli Khan i sota el seu govern van tornar els balutxis i en general fou un govern que pretenia afluixar els controls del poder central que va resultar poc efectiu. El 1831 Abbas Mirza fou enviat a la província per restablir l'orde però no ho va aconseguir del tot i quan va marxar les conflictes van reaparèixer, especialment les incursions balutxis.
El xa Muhammad Shah Qadjar (1834-1848) va nomenar governador el 1835 a Agha Khan Mahallati, el cap dels ismaïlites. Aquest va refusar pagar impostos al govern central i un exèrcit fou enviat al Kirman. L'Agha Khan, incapaç de resistir, va fugir a Bam, i el 1837 hi fou assetjat per Firuz Mirza Nusrat al-Dawla i es va haver de rendir sent portat a Teheran. Fou perdonat i va poder retornar a la seva residència de Mahallat, on es va reequipar i va tornar a Kirman on va organitzar una rebel·lió que va ser reprimida havent de fugir a l'Afganistan i després a l'Índia. Va mantenir contacte amb els seus partidaris a Pèrsia oriental i el 1844 o 1845 el seu germà Muhammad Bakir va envair el Balutxistan però fou rebutjat.
Després del 1858 la situació política i economica es va establilitzar amb Muhammad Ismail Khan Nuri Walik al-Mulk, primerament pishkar (durant el govern nominal del príncep Gayumarth Mirza) i després governador del 1860 a la seva mort el 1867/1868. La prosperitat no va parar de créixer i va seguir al decenni següent sota el seu fill Murtada Kuli Khan Wakil al-Mulk (1869-1878), sota el qual Shah Bahar va quedar sota autoritat de Pèrsia; el 1877 una lluita entre sahykhis i balasaris va fer dimitir a Murtada i l'enviament d'una tropa per restablir l'orde. Algunes personalitat de Kirman van participar en el moviment reformista dels primers anys del segle xx.
Per a la província sota la dinastia Pahlevi i la república islàmica, vegeu Província de Kerman.

## Població i minories
La població era iraniana però hi havia algunes tribus nòmades violentes, els Kufs (kufidjis o Kuč), els Balus (Baluz, Baluč, moderns balutxis), els Barizis i els Akhwash, que als primers segles de l'ocupació musulmana foren expulsats (entre els segles x i xi).
Els barizis eren un poble de lladres (al-Istakhrí diu que més que els kufs) van tardar a convertir-se a l'islam i finalment foren dominats per Yaqub ibn al-Layth i Amr ibn al-Layth. Sigui per les operacions safàrides o sota pressió de balutxis i kufs, van ser expulsats de la regió del Djibal Bariz. Van perdre tota importància i han subsistir fins a l'actualitat.
Els akhwash tenien centre a Khwash i eren seminòmades; els esmenten al-Istakhri i Ibn Hàwqal, però no tornen a ser anomenats per separat després del segle x. A la província hi va haver establiment de turcmans a partir del segle xi, grups oghuz seljúcides dels que la tribu Saladjika i els seus parents el Khalu podrien ser els descendents actualment. La seva fortalesa era Kahnu al Rudbar. Altres tribus de turcmans van arribar sota els mongols i timúrides i fins i tot sota els safàvides. Al segle xviii (inicis) s'hi van establir alguns laks.

## Notables
Al segle xix les dues principals famílies del territori eren les de Zahir al-Dawla Ibrahim Khan ibn Mihdi Kuli Khan ibn Muhammad Gasan Khan Qadjar Kuwanlu i la de Muhammad Ismail Khan Wakil al-Mulk Nuri, ambdós ex governadors del país, funcions que tendien a ser hereditàries.

## Religió
Amb els sassànides la religió dominant era el zoroastrisme amb una minoria de cristians nestorians dependents del bisbe de Fars. Al segle vii la població es va fer musulmana i va estar sotmesa a la influència kharigita. Al final del segle xi i operaven agents ismaïlites, fins al segle xii que tenien mesquita a Bam. Els zoroastrians subsistien encara al segle xvii (uns deu mil) i quedaven unes 150 famílies al segle xix (unes 1000 persones); el 1903 ren unes 200 famílies (uns 1700).